# Prolasius robustus
Prolasius robustus är en myrart som beskrevs av Mcareavey 1947. Prolasius robustus ingår i släktet Prolasius och familjen myror. Inga underarter finns listade i Catalogue of Life.